# 関本浩司
関本 浩司（せきもと こうじ、1967年6月10日 - ）は、地方競馬の岩手県競馬組合・水沢競馬場所属の調教師、元騎手。勝負服の柄は2001年度から胴黄・青襷、袖紫・黄一本輪。デビュー時は白、胴青玉あられ。その後緑、胴桃襷、袖白一本輪を使用していた時期もある。岩手県盛岡市出身。血液型はB型。厩舎に所属する騎手・関本玲花は娘。

## 来歴
1985年4月20日初騎乗（シズカキング）、初勝利は同年4月29日（ヨシキンエース）。1995年にマルコゴールドでひまわり賞を制して重賞初勝利、1996年はエムティエムディ、1997年はサカモトサクラで同レースを制し、ひまわり賞3連覇を達成。2000年9月2日水沢競馬第7競走（ミタカスマイル）で地方通算500勝を達成。平成23年3月31日付けで調教師免許を取得して引退（通算932勝、重賞8勝）。同年5月15日に調教師としてデビュー、5月22日に管理馬が初勝利を挙げている。

## 主な騎乗馬
- マルコゴールド（1995年ひまわり賞）
- エムティエムディ（1996年ひまわり賞）
- シャマードシンボリ（1996年青藍賞）
- サカモトサクラ（1997年ひまわり賞）
- ウツミダンスダンス（1999年南部駒賞）
- メグミダイオー（2000年紫桐杯）
- トーヨーリンカーン（2002年シアンモア記念・当時の水沢1600mレコードタイム）
- オリエントボス（2006年栗駒賞）

出典: